# 峰原信號場
峰原信號場（日语：／ Minegahara shingōjō */?）是江之島電鐵（江之電）江之島電鐵線沿線的一座號誌站，位於日本神奈川縣鎌倉市七里濱（七里ガ浜）地區，介於七里濱與鎌倉高校前兩站之間。
峰原是江之島電鐵線在二次大戰結束之後重新啟用時所新設的號誌站，站內設有可供列車交會的雙線路軌，以因應過去僅有單線的該鐵路線，在列車數量增加之後會車點不敷使用的狀況。在1953年號誌站設置的同時，隔鄰的日坂車站也改名為「鎌倉高校前」。

## 相鄰車站
江之島電鐵
 江之島電鐵線
鎌倉高校前（EN08）－峰原信號場－七里濱（EN09）